# 블러드 베이
《블러드 베이》(이탈리아어: Reazione a catena 기존 제목Ecologia del delitto, 영어: A Bay of Blood 혹은 Carnage 혹은 Twitch of the Death Nerve 혹은 Blood Bath)는 이탈리아에서 제작된 마리오 바바 감독의 1971년 잘로 슬래셔 영화이다. 클로딘 오제 등이 출연하였고, 주세페 차카리엘로 등이 제작에 참여하였다.

## 줄거리
해변 저택에서 부자인 장애인 페데리카 도나티 백작 부인을 남편인 필리포 도나티가 목을 매달아 살해한다. 페데리카 곁에는 그녀의 일기장 일부가 유서처럼 남겨진다. 필리포를 부추긴 건 부동산 중개인 프랑코 벤투라와 애인 라우라이며, 이들은 페데리카가 저택을 팔기를 거부하여 이런 일을 꾸민 것이다. 그런데 곧 누군가 필리포를 찔러 죽이고 강물에 던져 버린다. 프랑코와 라우라가 서류 작업을 마무리하려면 필리포의 서명이 필요한데, 이들은 이미 필리포가 죽은 걸 모르고 있다.
이후 방치된 저택에 두 커플로 이뤄진 10대 히피 넷이 몰래 들어와 논다. 그중 한 여자애는 알몸으로 수영하다가 필리포의 시체를 맞닥뜨리고 놀라 나체 상태로 도망친다. 그러나 곧 누군가 휘두른 나대에 목을 베이고, 저택에 남아 있던 남자친구는 문을 열다가 얼굴에 나대가 꽂힌 채 죽는다. 다른 커플은 하오의 정사 중에 창에 꿰뚫려 사망한다.
오후에 페데리카의 딸 레나타가 사라진 아버지 필리포를 찾는 한편 상속을 받기 위해 어린 자녀 둘까지 데리고 나타난다. 레나타는 남편 알베르트와 함께 저택 부지에 사는 곤충학자 파올로 포사티를 찾는다. 파올로의 아내 안나는 필리포가 페데리카를 죽였으며 결국엔 친자 시모네가 재산을 물려받게 될 거라고 주장한다. 사생아 형제가 있는 줄 전혀 몰랐던 레나타는 알베르트와 시모네를 죽이기로 모의한다.
부부는 시모네의 보트에서 썩어가는 필리포의 시체를 발견하지만 시모네는 자신은 단순히 시체를 발견했을 뿐이라고 주장한다. 레나타는 도움을 구하려고 벤투라의 집을 찾았다가 네 히피 청년들의 시체를 보게 된다. 벤투라가 도끼로 공격하자 레나타는 가위로 넙다리 동맥을 찌르고 도망친다. 소란에 관심을 가진 포사티 부부는 벤투라를 발견한다. 당국에서 이 소동을 알게 되면 상속에 불리하게 적용할 것을 우려한 알베르트는 파올로가 이를 경찰에 신고하려고 하자 전화선으로 파올로의 목을 조르고, 레나타는 도끼로 안나의 목을 날린다. 벤투라를 만나러 온 라우라는 아직 숨이 붙어 있는 벤투라를 발견하고 부지 내 오두막에 사는 시모네에게 도움을 청하러 간다.
시모네는 필리포를 죽인 장본인이며 이후 필리포의 시체를 본 네 히피까지 죽인 범인이기도 하다. 시모네는 이를 벤투라에게 털어놓았으며, 벤투라는 시모네에게 저택 관련 서류에 서명을 하면 거액의 현금으로 사례하겠다고 제안을 한 상태이다. 시모네는 라우라를 추궁해 필리포가 벤투라, 라우라와 공모해 어머니 페데리카를 죽였다는 고백을 받아낸다. 시모네는 이것이 자신이 동참한 저택 빼돌리기 음모에 처음부터 포함돼 있던 계획임을 알게 되자 라우라를 교살한다.
시모네는 곧 알베르트에게 살해되고, 아직 살아있던 벤투라도 알베르트와 다툼 끝에 죽음에 이른다. 레나타는 당신 안에 그런 대담함이 있는줄 몰랐다며 알베르트를 칭찬한다. 시모네 앞으로 지정된 유산 관련 서류들을 불태운 부부는 상속 확정만을 고대하지만 이들을 기다리는 건 천진난만한 자녀들이 장난감으로 오인하고 쏘는 산탄총이다. 부모가 시체 연기를 한다고 믿은 남매는 꽃이 핀 해변에서 뛰어논다.

## 출연진
- 클로딘 오제
- 루이지 피스틸리
- 클라우디오 볼론테
- 라우라 베티
- 레오폴도 트리에스테
- 이사 미란다

## 기타 제작진
- 미술: 세르조 카네바리
- 의상: 엔리코 사바티니